# Sugar (песня Натальи Гордиенко)
«Sugar» (с англ. — «Сахар») — песня молдавской певицы Натальи Гордиенко, с которой она представляла Молдавию на конкурсе песни «Евровидение» в 2021 году в Роттердаме.

## Предыстория
Наталья Гордиенко должна была представлять молдавию на «Евровидении» в 2020 году с песней «Prison», однако из-за пандемии коронавируса мероприятие был отменено. Позже было подтверждено, что Гордиенко будет представлять страну и на конкурсе в 2021 году. Авторами музыки как новой, так и предыдущей песни, стали греческий композитор Димитрис Контопулос и российский певец Филипп Киркоров, а вот оригинальный текст к «Sugar» был написан Михаилом Гуцериевым, позже перевод на английский язык был выполнен Шэрон Вон, которая выступила автором текста прошлой песни.

## Релиз и продвижение
Премьера «Sugar» состоялась 4 марта 2021 года. Презентация песни и видеоклипа прошла в тот же день в московском театре Crave. На презентацию были приглашены многие представители российского шоу-бизнеса.
8 марта на российском телеканале «Россия-1» во время «Праздничного шоу Валентина Юдашкина» было представлено живое выступление с песней. Также Гордиенко вместе с Киркоровым появились в качестве гостей на российском национальном отборе в эфире «Первого канала» в тот же день, но вопреки заявлениям её выступления не состоялось. 30 марта певица исполнила песню в эфире «Шоу Николаоса Цитридиса» на болгарском телевидении. 24 апреля певица исполнила песню онлайн во время испанской евровечеринки PrePartyES21.
9 апреля была представлена русская версия песни под названием «Туз буби». 23 апреля Гордиенко впервые исполнила русскую версию на концерте «Радио Дача» — «Удачные песни».

## Музыкальное видео
Музыкальное видео на песню было опубликовано на официальном канале «Евровидения» 4 марта. Режиссёром клипа выступила украинский клипмейкер Катя Царик, клип также был снят на Украине, а в главной роли снялся Назар Грабар, получивший известность благодаря участию в клипах Светланы Лободы «Твои глаза» и «Парень». Костюмы для видеоклипа специально создал российский модельер Валентин Юдашкин.
В день выхода русской версии песни был презентован и видеоклип на «Туз буби», в котором использовались как новые кадры, так и кадры из оригинального видео. Режиссёром также стала Царик. За сутки видео набрало на YouTube почти 25 тысяч просмотров, а количество лайков и дизлайков стало примерно одинаковым.

## Обвинения в плагиате
Сразу после публикации песни многие пользователи сети усмотрели в ней плагиат на такие хиты как «Drunk Groove» Maruv и «SuperStar» Светланы Лободы, а в эстетике клипа обнаружили пародию на клип Кэти Перри «California Gurls». К слову, прошлогодняя заявка «Prison» также была уличена в плагиате.

## Номинации
За исполнение песни «Туз буби» Наталья Гордиенко была номинирована на премию «Виктория» как певица года.

## На «Евровидении-2021»
В результате жеребьёвки Наталья Гордиенко с песней «Sugar» выступила во втором полуфинале 20 мая 2021 года под седьмым номером, заняв седьмое место со 179 баллами, и вышла в финал конкурса. В финале исполнительница выступала под номером 14 и, получив суммарный балл 115, заняла 13 место.

## Чарты
| Чарт (2021)                               | Высшая позиция |
| ----------------------------------------- | -------------- |
| Литва (AGATA)                             | 49             |
| Нидерланды (Single Tip)                   | 10             |
| Россия (TopHit City & Country Radio Hits) | 81             |
| Россия (TopHit Radio & YouTube Hits)      | 99             |
| СНГ (TopHit Radio Hits)                   | 129            |
| Швеция (Sverigetopplistan Heatseeker)     | 4              |

## История релиза
| Регион | Дата          | Формат                      | Версия     | Лейбл                      | Ист.   |
| ------ | ------------- | --------------------------- | ---------- | -------------------------- | ------ |
| Мир    | 4 марта 2021  | Цифровая загрузка, стриминг | «Sugar»    | Minos EMI, Universal Music | [ 31 ] |
| СНГ    | 10 марта 2021 | Радиоротация                | «Sugar»    | Minos EMI, Universal Music | [ 29 ] |
| Мир    | 9 апреля 2021 | Цифровая загрузка, стриминг | «Туз буби» | United Music Group         | [ 32 ] |
| СНГ    | 9 апреля 2021 | Радиоротация                | «Туз буби» | United Music Group         | [ 33 ] |